# Мічешть (Клуж)
Мічешть, Мічешті (рум. Micești) — село у повіті Клуж в Румунії. Входить до складу комуни Турень.
Село розташоване на відстані 312 км на північний захід від Бухареста, 14 км на південь від Клуж-Напоки.

## Населення
За даними перепису населення 2002 року у селі проживали 416 осіб.
Національний склад населення села:
| Національність | Кількість осіб | Відсоток |
| -------------- | -------------- | -------- |
| румуни         | 406            | 97,6%    |
| угорці         | 9              | 2,2%     |

Рідною мовою назвали:
| Мова      | Кількість осіб | Відсоток |
| --------- | -------------- | -------- |
| румунська | 407            | 97,8%    |
| угорська  | 9              | 2,2%     |